# Lacul Hagider
Lacul Hagider (în rusă Хаджидер, în ucraineană Хаджидер) este un liman format în estuarul râului Hagider, în sudul Basarabiei. Suprafața lacului se află pe teritoriul Raionului Tatarbunar, la nord de Lacul Alibei. 
Bazinul lacului este de formă ovală. Lungimea lacului este de 4 km, în timp ce lățimea sa atinge un maxim de 2.5 km. 
Limanul Hagider s-a format odată cu separarea gurii de vărsare (estuarul) a râului Hagider de lacul Alibei printr-o barieră de nisip. Principala sursă de alimentare a lacului este râul Hagider. Pe malul lacului se află satele Hagider și Bezimenca.
Pe malul lacului din apropierea satului Hagider s-au descoperit morminte din perioada Culturii din catacombe.
Lacul Hagider face parte din Parcul Natural Național "Limanele Tuzlei". 